# Lancieren
Lancieren (französisch lancer „werfen, schleudern“, Verb und Substantiv) bedeutet, etwas in die Öffentlichkeit zu bringen.

## Verwendung im Französischen
Das französische Verb lancer stammt vom vulgärlateinischen lanceare (eine Lanze handhaben) und wird seit 1080 für „werfen“ benutzt. Seit 1820 wird lancer auch verwendet für: „Etwas oder jemanden fördern, indem man es bekannt macht, es zur Geltung bringt“. Seit 1877 wird es zudem verwendet für: „Alle nützlichen Reklamemittel verwenden, um ein Unternehmen in Gang zu bringen, oder ein Produkt in Umlauf zu bringen und bekannt zu machen“. Mit diesen beiden Bedeutungen wird es im Französischen zum Beispiel verwendet für einen Schauspieler, ein Buch, einen Modetrend, ein kommerzielles Produkt wie ein Waschmittel oder ein Automodell.

## Beispiele
- „SPD und Grüne lancieren Klima-Initiative“ (Neue Zürcher Zeitung).
- „Beide Grossverteiler wollen im Herbst eine eigene weltweit gültige Kreditkarte lancieren […] Die Konzepte der beiden Grossverteiler bei der Lancierung ihrer eigenen Kreditkarten sind weitgehend identisch.“ (Neue Zürcher Zeitung).
- „Der streitbare Mitentdecker der Molekularstruktur der DNA, der seine Autobiographie mit einer Lesetournee in England lancieren sollte […]“ (Frankfurter Allgemeine Zeitung).
- „Ströbele sagte: ’Offenbar gibt es ein Interesse beim BND oder bei der Bundesregierung oder auch bei beiden, bestimmte Informationen an die Öffentlichkeit zu lancieren.‘“ (Frankfurter Allgemeine Zeitung).
- „Sie müssen heute nur eine Mitteilung lancieren, und über das Internet und die Online-Broker verbreitet sie sich augenblicklich um die ganze Welt.“ (Frankfurter Allgemeine Zeitung).
- „Der große Autohersteller lancierte ein neues Modell.“